# Ernest Norman McKie
Ernest Norman McKie (1882 - 1948 ) fue un ministro presbiteriano, y botánico australiano.
Al principio tenía intención de seguir una carrera de negocios; y entró en un banco, pero renunció para ingresar a la Facultad de San Andrés, Universidad de Sídney, donde se graduó en 1906. Completó estudios teológicos en 1908, y su primer destino fue Manila, de donde se trasladó a Bendemeer en 1909; y a Guyra en 1912, siendo moderador de la Asamblea General de la Iglesia Presbiteriana en 1938.
Fue un botánico aficionado; y tenía conocimiento detallado de los eucaliptos y pastos del Distrito de Nueva Inglaterra, donde pasó la mayor parte de su vida. Mantuvo un estrecho contacto con William F. Blakely, quien colaboró en las descripciones botánicas de eucaliptos. Además de su interés por la botánica se tomó un interés activo en la mejora de la agricultura en su distrito.

## Honores
- primer secretario de la sección local de la Oficina Agrícoal de Nueva Gales del Sur
- miembro del Instituto Australiano de Ciencias Agrícolas
- Sociedad Real de Nueva Gales del Sur
- Sociedad linneana de Nueva Gales del Sur

- La abreviatura «McKie» se emplea para indicar a Ernest Norman McKie como autoridad en la descripción y clasificación científica de los vegetales.[1]